# Delice Boboy
Delice Boboy (* 30. Oktober 2006 in Köln) ist eine deutsche Fußballspielerin, die seit Sommer 2025 bei RB Leipzig unter Vertrag steht. Seit dem Jahr 2023 ist sie Juniorennationalspielerin.

## Karriere

### Vereine
Boboy begann beim Mehrspartensportverein TSV Bayer Dormagen mit dem Fußballspielen und wechselte im Alter von 13 Jahren in die Jugendmannschaft von Bayer 04 Leverkusen. Von 2021 bis 2023 kam sie in 37 Punktspielen in der Staffel West/Südwest der B-Juniorinnen-Bundesliga zum Einsatz, in denen sie 40 Tore erzielte. Als Staffelmeister nahm sie mit ihrer Mannschaft an der Endrunde um die Deutsche B-Juniorinnen-Meisterschaft 2023 teil. In den drei Spielen erzielte sie im Finale beim 2:1-Sieg über die SpVg Aurich das Tor zum 1:0 in der 43. Minute.
Zur Saison 2023/24 rückte sie in die erste Mannschaft auf, für die sie ihren ersten Profivertrag erhielt. Für Bayer 04 Leverkusen II bestritt sie zwei Punktspiele in der drittklassigen Regionalliga West. Ihr Debüt im Seniorinnenbereich gab sie am 27. August 2023 (1. Spieltag) beim 1:1-Unentschieden im Auswärtsspiel gegen den 1. FC Köln II. Ihr Bundesligadebüt gab sie am 15. September 2024 (2. Spieltag) beim 2:2-Unentschieden im Heimspiel gegen Eintracht Frankfurt mit Einwechslung für Caroline Kehrer in der 86. Minute.
Zur Saison 2025/26 wechselte sie zu RB Leipzig.

### Nationalmannschaft
Boboy debütierte am 26. März 2023 in Oeiras für die U17-Nationalmannschaft, die im zweiten Spiel der zweiten Qualifikationsrunde für die Europameisterschaft 2023 in Estland mit 5:2 gegen die U17-Nationalmannschaft Ungarns gewann; sie trug mit ihren ersten beiden Länderspieltoren, den Treffern zum 4:1 und 5:1 in der 81. und 84. Minute, zum Ergebnis bei. Im Turnier wurde sie in drei Spielen der Gruppe A eingesetzt, wobei sie im zweiten ein Tor erzielte.
Für die U19-Nationalmannschaft debütierte sie am 23. September 2023 in Burton upon Trent beim 4:1-Sieg im Freundschaftsspiel gegen die U17-Nationalmannschaft Dänemarks mit Einwechslung für Julia Mickenhagen in der 86. Minute.

## Erfolge
- Deutscher B-Juniorinnen-Meister 2023